# Sterbefall (Band)
Sterbefall ist eine russische Post-Metal- und Blackgaze-Band, die ausschließlich eigenserdachte, deutschsprachige Texte vertont.

## Geschichte
Sterbefall wurde 2012 in Woronesch gegründet. Die Mitglieder entschieden sich zu einem deutschen Bandnamen, da dieser die Musik repräsentiere, und zu ausschließlich deutschen Texten, da sie die deutsche Sprache als besonders kraftvoll empfanden. Das international wenig beachtete Debüt Weg nach Nichtigkeit erschien im Jahr 2014 als Download im Selbstverlag und in den darauf folgenden Jahren über das russische Label Dark East Productions und das chilenische Unternehmen Hellkakok als CD. Dem ein Jahr später veröffentlichten Album Plattensee wandten sich das britische Webzine Doom-Metal.com und das italienische In Your Ears zu. Beide Rezensionen lobten das auf die Plattenseeoffensive ausgerichtete Konzeptalbum. Es sei Anspruchsvoll und bedürfte mehrerer Anläufe, ergebe sich jedoch dann als von „überdurchschnittlichen Niveau“.
Nach der Veröffentlichung des wenig beachteten Instrumental- und Akustik-Albums Lawine beschränkte die Band sich auf Auftritte in größeren Städten und auf Festivals ihres Heimatlandes. Mitunter trat die Band beim vierten Festival des Labels Moscow Funeral League Records auf. Eine Albumveröffentlichung folgte indes erst 2021 mit Verlorene Zeit über Satanath Records und Fog Foundation. Zu dem Stück Verbogene Gras produzierte die Band ein Musikvideo, dass über das Webzine No Clean Singing als Vorabankündigung präsentiert wurde. Das Album wurde überwiegend positiv aufgenommen. Andy Synn schrieb, für No Clean Singing, dass es eine jener Veröffentlichungen sei die man zu Unrecht verpasst habe. Als Album, in das man von Beginn an eintauchen könne, wurde Verlorene Zeit für das spanische Broken Tomb Magazine gelobt. Weiteres Lob schloss sich diesem an. Es sei ein „Juwel von einem Album“ und eine bekömmliche Vermengung bekannter Stilideen bis hin zur Übernahme von Elementen des Dark Rock.

## Stil
Die Musik der Band gilt als Crossover-Stil im Spektrum des Post-Black-Metal mit Facetten des Blackgaze und des Post-Metal gleichermaßen. Vergleiche werden zu Interpreten wie Oceanwake, Megaton Leviathan, Der Weg einer Freiheit, Amesoeurs und Harakiri for the Sky gezogen. Als „atmospheric, blackened and gloomy Post-Metal“ beschrieb Mike Liassides die Musik für Doom-Metal.com. Trotz gelegentlich schneller Tempowechsel behalte die Band ein stürmisches Gefühl bei. Sanfte Zwischenspiele ordneten sich diesem Klang der überwiegend in „Mid-Tempo“ gespielten Musik unter. Die mehrspurigen Aufnahme der Gitarren werden in dichten Schichten arrangiert. Dem Schlagzeugspiel wird eine nachrangige Rolle zugerechnet, gibt der Musik jedoch Volumen und Härte. Der Gesang reicht von einem gedämpften, krächzenden Flüstern bis zu einem kehligen und kraftvollen Growling. Gelegentlich wird ein Keyboard zur Abrundung genutzt.

## Diskografie
- 2014: Weg nach Nichtigkeit (Album; CD, Dark East Productions)
- 2014: Todtanz (EP; Download, Selbstverlag)
- 2015: Plattensee (Album; CD, Dark East Productions; MC, Nios)
- 2016: Die Lawine (Album; CD, Nihil Art Records)
- 2021: Verlorene Zeit (Album; CD, Satanath Records/Fog Foundation)